# آنجکورت
آنجکورت (به فرانسوی: Angecourt) یک کمون در فرانسه است که در canton of Raucourt-et-Flaba واقع شده‌است. آنجکورت ۳٫۷۳ کیلومتر مربع مساحت دارد ۲۷۰ متر بالاتر از سطح دریا واقع شده‌است.